# Isidis Planitia
Ne doit pas être confondu avec ISIDIS.

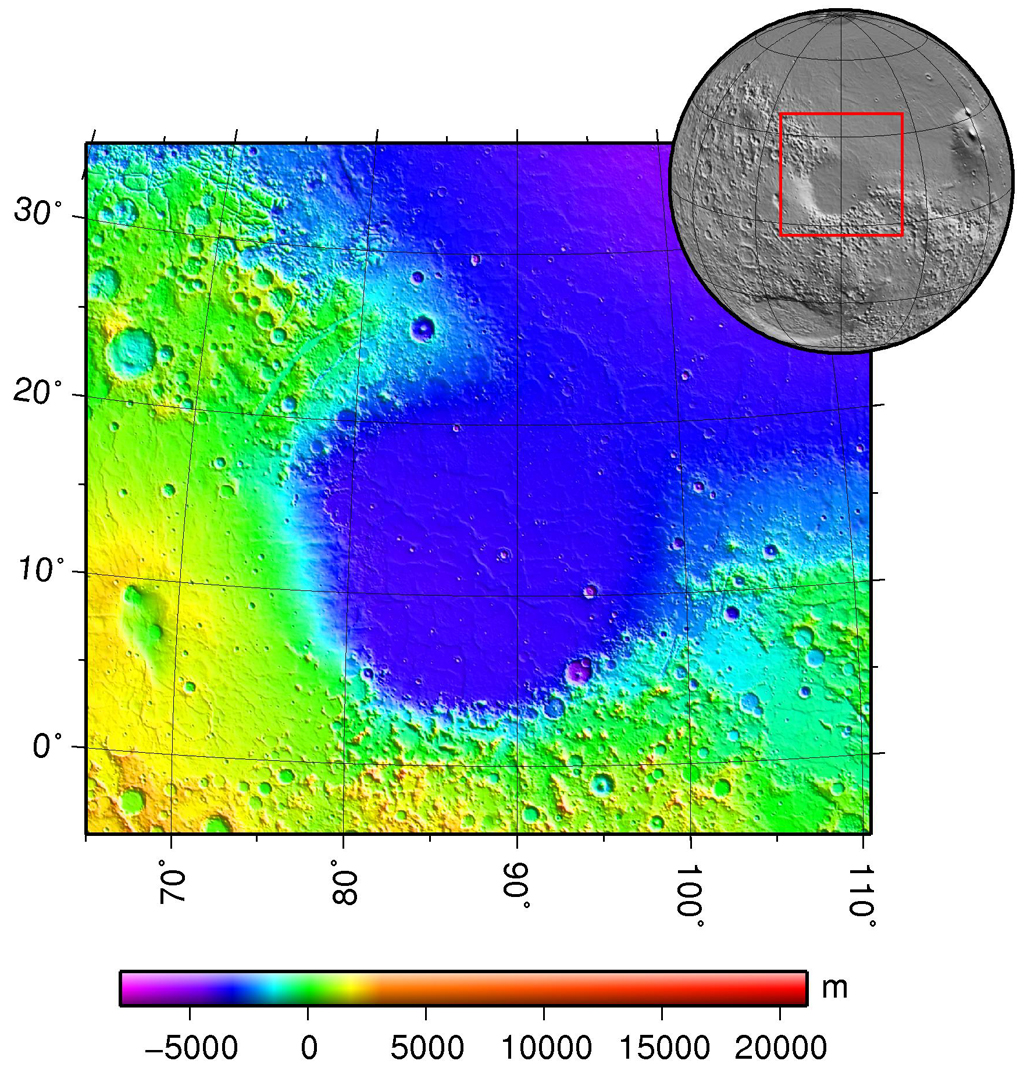
Carte topographique d'Isidis Planitia.

Isidis Planitia est un bassin d'impact situé sur Mars à l'est de Syrtis Major Planum et en bordure d'Utopia Planitia. Centré par 12,9° N et 87,0° E et s'étendant sur 1 200 km, il s'agit de la troisième plus grande structure d'impact sur Mars, après Hellas Planitia et Argyre Planitia.
Isidis Planitia signifie « plaine d'Isis », en référence à la déesse égyptienne de la fertilité.
La sonde britannique Beagle 2, de la mission Mars Express, devait se poser le 25 décembre 2003 dans l'est d'Isidis Planitia par 10,6° N et 90° E, mais s'est finalement posée à 5km de son objectif (11.5265°N 90.4295°E) et a été perdue.
Le 18 février 2021, le rover américain Perseverance se pose dans le cratère Jezero, situé sur le bord occidental d'Isidis Planita. Ce cratère est supposé avoir été rempli d'eau il y a 3,5 milliards d'années, raison de sa sélection.